# Буравль
Буравль — река в России, протекает в Бобровском районе Воронежской области. Левый приток реки Битюг.

## География
Река Буравль берёт начало в селе Анновка. Течёт на запад. Устье реки находится у села Мечётка в 58 км по левому берегу реки Битюг. Длина реки составляет 27 км, площадь водосборного бассейна 130 км². 

## Данные водного реестра
По данным государственного водного реестра России относится к Донскому бассейновому округу, водохозяйственный участок реки — Битюг, речной подбассейн реки — бассейны притоков Дона до впадения Хопра. Речной бассейн реки — Дон (российская часть бассейна).
По данным геоинформационной системы водохозяйственного районирования территории РФ, подготовленной Федеральным агентством водных ресурсов:
- Код водного объекта в государственном водном реестре — 05010100912107000004252
- Код по гидрологической изученности (ГИ) — 107000425
- Код бассейна — 05.01.01.009
- Номер тома по ГИ — 07
- Выпуск по ГИ — 0